# Hovno hoří
Hovno hoří je sbírka povídek Petra Šabacha z roku 1994. Na motivy knihy byl v roce 1999 natočen film Pelíšky.
Název je převzat z prologu, jenž popisuje rozdíl mezi dvěma světy, světem mužským a ženským, a především rozdíl mezi dvěma pohledy na život a na svět. Děvčata jedoucí autobusem z Paříže nadšeně rozjímají nad nákupy a plyšáky, dva obrýlení chlapci celou cestu "seriózně" řeší problém, zda hovno hoří… Rozděluje je sice jen úzká ulička mezi sedadly, ale symbolicky je rozděluje podstatně větší, mnohdy nepřekonatelný příkop.
Kniha obsahuje tři prozaické texty – povídky Sázka a Bellevue a novelu Voda se šťávou. Některé scény z novely Voda se šťávou byly zapracovány do filmů Pelíšky a Pupendo a podle novely vznikl také stejnojmenný krátkometrážní studentský film Jaroslava Pauera.
Děj knihy částečně vychází z autorových životních zkušeností, obsahuje  mnoho autobiografických prvků. Kniha byla vytvořena metodou „vlaštovčího hnízda" (tak ji nazval sám Šabach), ta spočívá v tom, že autor přidává k hlavnímu ději různorodé povídky.

### Identifikace
- ISBN 80-7185-271-6